# Yed Esaïe Angoran
Pour les articles homonymes, voir Angoran.
 Yed Esaïe Angoran, né en 1947 à Bakanou et mort le 13 juin 2020 à Abidjan, est un homme politique de Côte d'Ivoire.

## Biographie
Yed Esaïe Angoran étudie en France et sort diplômé de l'Université de Lorraine avec une maîtrise en génie civil. Il continue pour obtenir un doctorat en géophysique au Massachusetts Institute of Technology. Il est l'un des premiers Ivoiriens à travailler pour la NASA.
Il est le Ministre des Mines et de l’énergie, des Postes et télécommunications lors de la présidence de Félix Houphouët-Boigny de 1985 à 1992,.
Il est issu des rangs du Parti démocratique de Côte d'Ivoire-Rassemblement démocratique africain (PDCI).
Lors des années 2010, il est très impliqué auprès de l’Église méthodiste unie Côte d’Ivoire (EMUCI). Il aide ainsi à la construction d'églises et de presbytères dans le district de Sikensi.
Il meurt le 13 juin 2020 à Abidjan à la suite d'un malaise cardiaque à 72 ans,.

### Vie privée
Il était marié et père de cinq enfants.